# Тронка (фільм)
«Тронка» — радянський художній фільм 1971 року, знятий на Кіностудії ім. О. Довженка за однойменним романом Олеся Гончара.

## Сюжет
В українському степу, де бродять під звуки тронки отари овець, розташований військовий полігон. Сім'ї чабанів давно подружилися з офіцерами, один з яких, майор Уралов, знаходить собі тут дружину. У них народжується дочка Оленка. А потім вмирає. Залишається в степу маленька могилка. А військова частина йде в інше місце. І разом з колонами машин залишають степ Уралови, які важко пережили своє страшне горе, але не зламані ним.

## У ролях
- Армен Джигарханян — Уралов, майор
- Маргарита Кошелєва — Галя
- Іванка Миколайчук — Тоня
- Хелмутс Калниньш — Віталік
- Володимир Олексієнко — Горпищенко, пастух
- Наталія Гебдовська — Горпищіха
- Тетяна Майдебура — Оленка, дочка
- Віталій Дорошенко — епізод
- Костянтин Кульчицький — епізод
- Євген Коваленко — епізод
- Олександр Таран — епізод
- Петро Філоненко — епізод

## Знімальна група
- Режисер — Артур Войтецький
- Сценаристи — Олесь Гончар, Артур Войтецький, Євген Хринюк
- Оператор — Валерій Башкатов
- Композитор — Олександр Білаш
- Художник — Михайло Юферов